# Paul König (Kapitän)

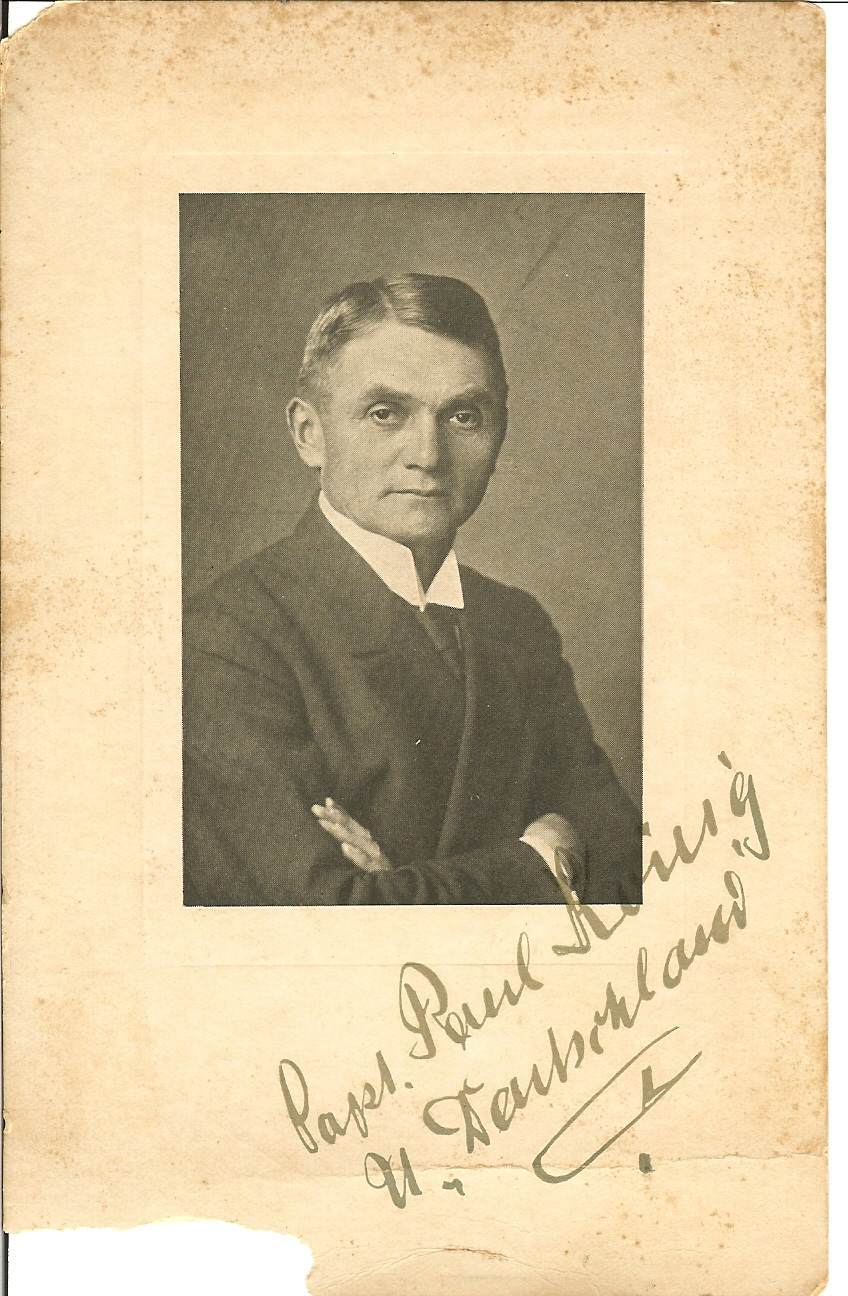
Paul König, Autogrammkarte von 1916

Paul Lebrecht König (* 20. März 1867 in Rohr; † 8. September 1933 in Gnadau) war ein Kapitän des Norddeutschen Lloyd in Bremen und Marineoffizier.

## Biografie
König war Sohn eines Pfarrers. 1878–1883 besuchte er die Latina in Halle (Saale). Er fuhr im Alter von 16 Jahren als Schiffsjunge zur See und erhielt seine seemännische Ausbildung. Anschließend besuchte er die Navigationsschule in Geestemünde. Er fuhr als Steuermann und machte 1894 das Kapitänspatent.
1896 begann König seine Seefahrtszeit beim Norddeutschen Lloyd. Zunächst fuhr er als Offizier, ab 1911 als Kapitän. Nach Ausbruch des Ersten Weltkriegs wurde König als Kapitänleutnant der Reserve in die Kaiserliche Marine eingezogen. Eingesetzt wurde er zunächst als Wachoffizier, später als 1. Offizier an Bord der für den Küstenschutz vor allem in der Außenjade und der Wesermündung eingesetzten Brandenburg.

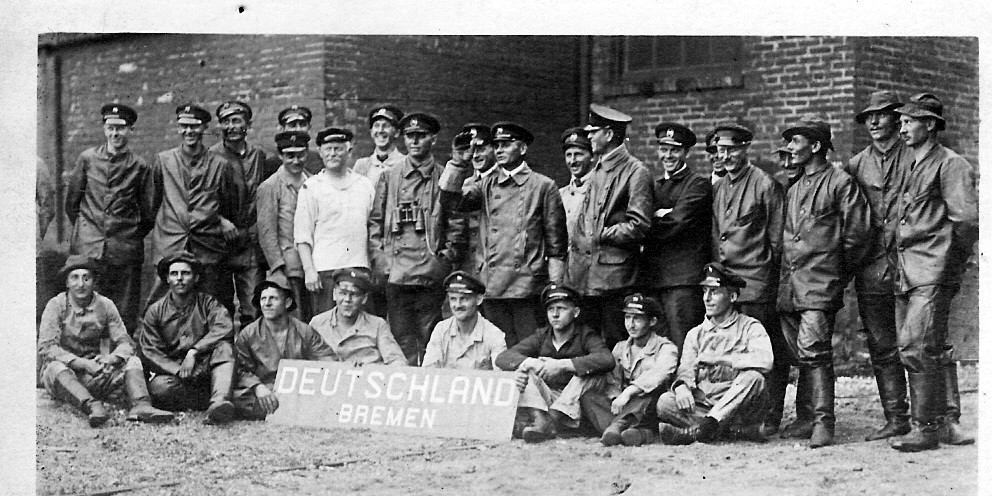
Paul König (Mitte) im Kreis der Besatzung von U-Deutschland, Baltimore 1916

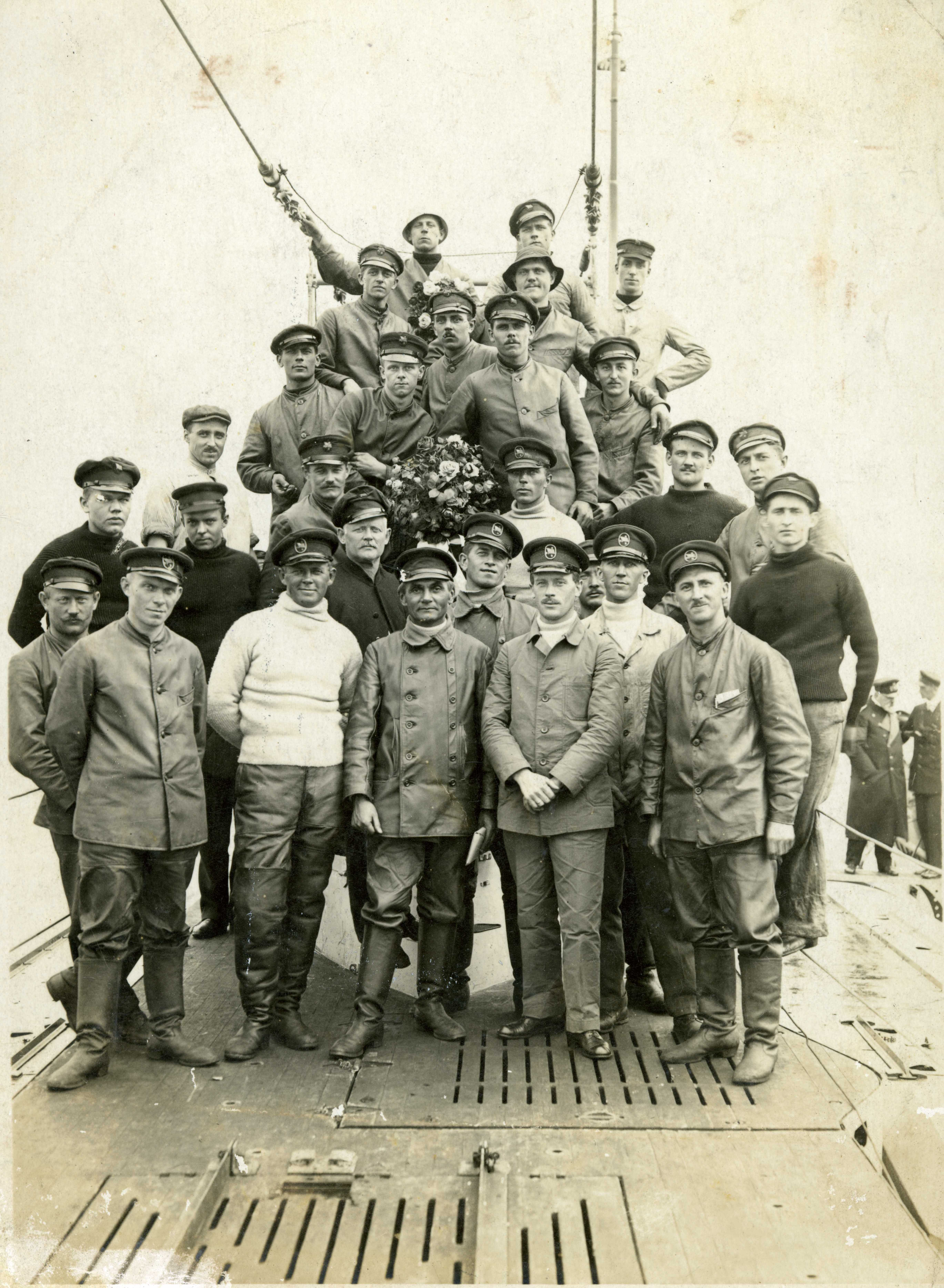
Die Besatzung des Handels-U-Boots "Deutschland" am 24. August 1916 in Bremen nach der Rückkehr aus den USA

Nachdem er Ende 1915 aus dem aktiven Flottendienst genommen worden war, besuchte er ab Januar 1916 die U-Boot-Schule. Im Frühjahr 1916 dann wurde er von der Marine beurlaubt, im Juni erhielt er das Kommando über das erste Handels-U-Boot U-Deutschland der Deutschen Ozean-Reederei, an der der Norddeutsche Lloyd die Mehrheit hielt. Mit dem U-Boot gelangen im selben Jahr zwei Fahrten in die USA, die zu diesem Zeitpunkt noch nicht am Krieg beteiligt waren. Nachdem die USA 1917 auf der Seite der Entente in den Krieg eingetreten waren, wurden die Fahrten nicht fortgeführt.
König führte 1917 bis Kriegsende eine Gruppe von Sperrbrechern und war nach Kriegsende in der Marineleitung tätig. 1920 verließ er als Korvettenkapitän die Marine.
Bis 1931 arbeitete er wieder beim Norddeutschen Lloyd, u. a. als nautischer Offizier an Bord des Passagierschiffs Columbus, später als Abteilungsleiter und als Prokurist.
Nach seinem Abschied vom Norddeutschen Lloyd ging er 1932 nach Gnadau, wo er bereits ein Jahr später im Alter von 66 Jahren starb.
Paul König war seit dem 5. September 1901 mit der 1878 als Tochter eines Londoner Geistlichen geborenen Muriel Pennington verheiratet. Mit ihr hatte er einen Sohn und eine Tochter.

## Ehrungen
- 1915: Eisernes Kreuz 2. Klasse
- 1916: Königlicher Hausorden von Hohenzollern durch Wilhelm II. als König von Preußen
- 1916: Dr. med. h. c. der Friedrichs-Universität Halle
- 1916: Eisernes Kreuz 1. Klasse
- 1938–1945 war die heutige Oberschule am Leibnizplatz auf Weisung des Schulsenators in Kapitän-König-Schule umbenannt.
- Der Kapitän-König-Weg in Oberneuland wurde 1955 nach ihm benannt.

Gedenktafel am Bremer Rathaus
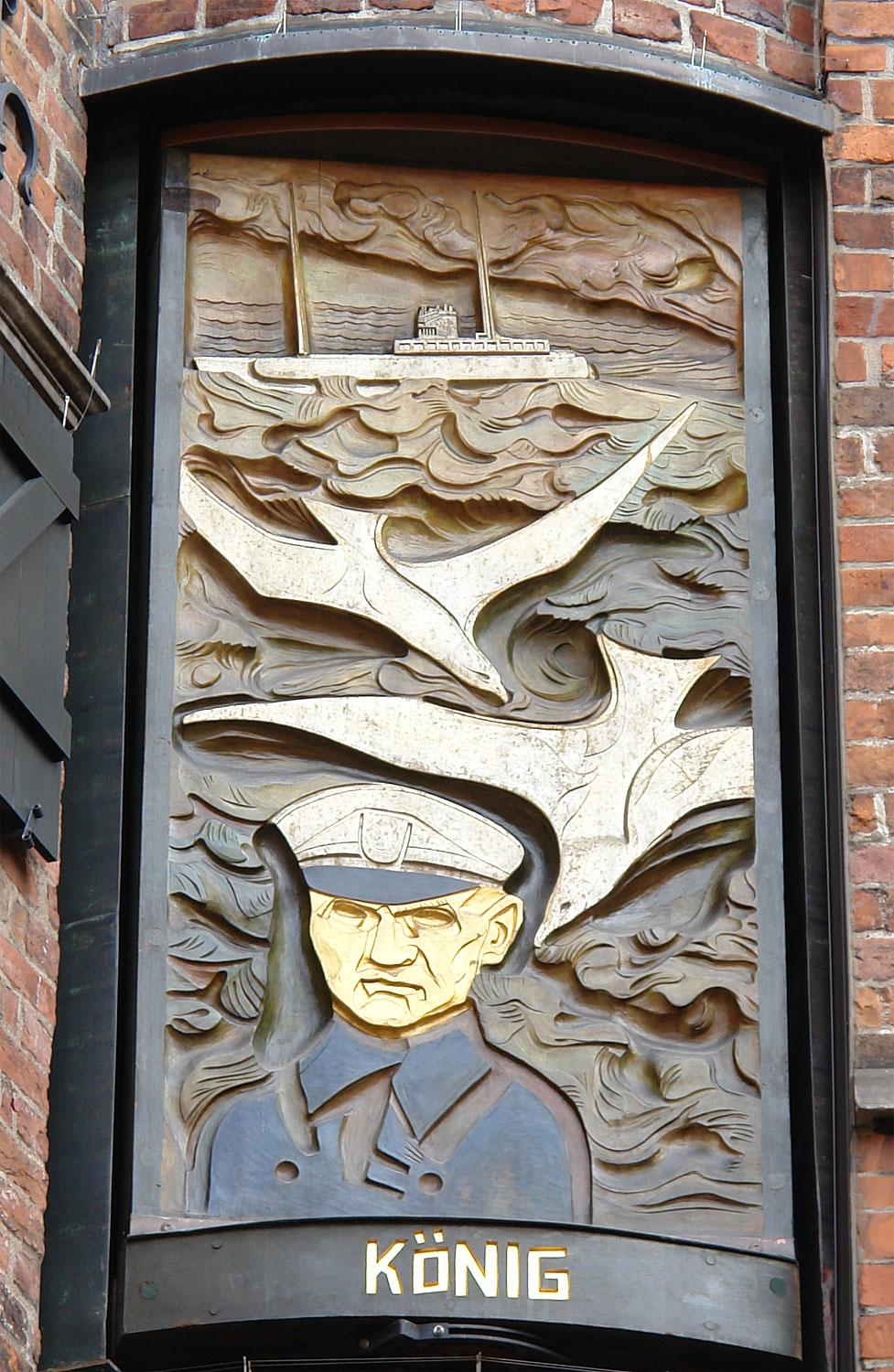
Figurentafel von Bernhard Hoetger am Haus des Glockenspiels

## Schriften
- Die Fahrt der Deutschland. Verlag Ullstein & Co, Berlin 1916.